# Deflationswanne
Als Deflationswanne wird eine flache Vertiefung in der Landschaft bezeichnet, die durch einen regelmäßigen Wind entstanden ist (Deflation). Sie entsteht durch äolische Abtragung feiner Korngrößenklassen aus losem Material. Früher ging man davon aus, dass der Dümmer und das Steinhuder Meer während der Eiszeit durch den regelmäßigen Wind vom Inlandeis her geschaffen wurden. Das ausgeblasene Material wird als Löss oder als Düne sedimentiert.